# Andes Copper Mining
Andes Copper Mining était l'une des quatre grandes mines de cuivre du Chili au début du XXe siècle, avec Chuquicamata, El Teniente et El Soldado. Grâce à d'énormes investissements, elle a fait la fortune de la compagnie américaine Anaconda Copper même si les coûts de production élevés de l'immense gisement l'ont fragilisé lors de la Première Guerre mondiale et de la Grande Dépression.

## Histoire
En 1913, l'ingénieur américain William Braden, en difficulté sur le gisement d'El Teniente dont il est le fondateur, achète aux chiliens Zamorano et Echevarría la mine de Potrerillos, dans la région d’Atacama, sur laquelle il fonde la société «Andes Copper Mining». Celle-ci dispose de 3532 acres de terrain et de 500 prospecteurs-mineurs à la recherche de métal rouge. Avant même que la production de cuivre ait commencé, 35 millions de dollars de l'époque sont dépensés en matériels de pointe, qui sont ensuite complétés par 12,5 millions d'investissements sur les deux premières années d'exploitation la mine de Potrerillos.
William Braden décide de vendre d'abord ses actifs miniers à la société américaine "Andes Exploration Company of Maine", créée pour financer l'exploration, qu'il revend en 1916 à la société Anaconda Copper, dont c'est le premier investissement au Chili. La société « Andes Copper Mining Company » est créée en janvier 1916 avec un capital de 50 millions de dollars, divisé en 2 millions d'actions de 25 dollars chacune. Des études complémentaires montrent que les énormes investissements permettent d'accéder à un immense gisement de cent millions de tonnes de minerai, mais que sa teneur est en réalité très modeste, environ 1,5 %, ce qui se traduit par des coûts de production plus élevés que prévu.
La chute des cours du cuivre consécutive à la fin de la Première Guerre mondiale compromet l'expansion de la mine, qui ne retrouve sa taille critique qu'à partir de 1925, lorsque les cours mondiaux se sont repris. Sa maison-mère Anaconda Copper émet ensuite en 1924 une large émission obligataire, dirigée par la National City Bank, pour alimenter financièrement ses filiales chiliennes, Potrerillos Railway, Andes Copper Mining et Santiago Mining, créée en 1917 avec un capital de 10 millions de dollars. Anaconda Copper investit alors 47,5 millions de dollars entre 1925 et 1928. La production passe de 27 200 tonnes à 81 300 tonnes de cuivre en trois ans, rivalisant avec celle d'El Teniente, avant d'être heurtée par la Grande Dépression découlant du Krach de 1929, qui la fait chuter de 50 % en deux ans, le cours du cuivre étant passé sous les six cents la livre, pour des coûts de production de 6,7 cents, en ligne avec les prévisions effectuées lors de l'émission obligataire de 1924.
La production se reprend cependant bien, pour atteindre 100 000 tonnes en 1941. Lorsque la mine est fermée, en 1958, la teneur du minerai était devenue extrêmement faible, à seulement 0,6 %, mais l'usine d'affinage est conservée, la mine étant alors remplacée par le gisement d'Salvador, découvert en 1952 à 25 kilomètres au nord-ouest, avec une teneur de 1,6 %.

### Chronologie des mines de cuivre chiliennes
- 1814: bataille de Rancagua, pour l'indépendance du Chili
- 1816 : la mine d'El Salado est ouverte pour trente premières années de production d'un minerai à très forte teneur en métal rouge, de l'ordre de 25 %.
- 1830 : réouverture de la mine d'El Soldado
- 1850 : le prix du cuivre à Londres a été divisé par deux en 40 ans
- 1875 : guerre avec la Bolivie, Chuquicamata se couvre de 400 petites mines clandestines
- 1880 : le Chili produit 44 000 tonnes de cuivre
- 1881 : création de l'Anaconda Copper à Butte (Montana), par Marcus Daly
- 1881 : création de la Société anonyme des mines de Lexington à Butte (Montana), par Georges de la Bouglise
- 1883 : la presse spécialisée compte 63 sociétés sur le site d'El Soldado
- 1883 : Georges de la Bouglise réalise une étude à l'origine de la création de la Compagnie du Boléo, qui opère un gisement au Mexique
- 1885 : le Pays de Cuivre baisse les prix de 18 à 10 cents la livre. À Butte (Montana), seul Marcus Daly résiste, grâce à l'argent-métal[5]
- 1886 : ouverture de la mine "El Cobre de Melon"
- 1891 : le Chemin de fer Mendoza à Valparaiso s'arrête au pied de l'Aconcagua
- 1891 : capture de Calama lors de la guerre civile, les petites mines des loyalistes à Chuquicamata confisquées
- 1891 : la Famille Rothschild prend une option sur le capital d'Anaconda Copper, avec la première raffinerie électrolytique, puis 25 % du capital en 1895 pour 7,5 millions de dollars
- 1894 : Exposition universelle de Santiago, focus sur les technologies électrolytiques
- 1896 : Mise en fonctionnement du four électrolytique de la mine "El Cobre de Melon"
- 1899 : création de l'Amalgamated Copper Mining Company par Marcus Daly, la Famille Rockefeller et Albert C. Burrage.
- 1899 : création de la Société des mines de cuivre de Catemu
- 1900 : la part de l'offre mondiale venant États-Unis est passée de 20 % à 43 % et culminera à 57 % entre 1900 et 1910[6].
- 1903 : la Société des mines de cuivre de Catemu quadruple sa production grâce à d'excellents procédés pyrotechniques de transformation
- 1904 : création de la Braden Copper par William Braden, pour exploiter El Teniente
- 1906 : création de la Kennecott Utah Copper rail line en Alaska par Stephen Birch
- 1906 : le port de Valparaíso détruit par un séisme, reconstruit par les français
- 1906 : la Société des Mines et Usines de Cuivre de Chanaral reprend les mines de Chanaral Atacama
- 1906 : la SMUCC y produit 2,5 millions de livres de cuivre, contre 4 millions pour la Société des mines de cuivre de Catemu
- octobre 1907 : l'échec du corner sur la United Copper Company entraîne la Panique bancaire américaine de 1907, chute de 50 % des cours
- 1908 : création de la Société des mines de cuivre de Naltagua
- 1908 : difficultés de la Braden Copper, injection de capital des frères Daniel Guggenheim et Simon Guggenheim
- 1910 : le Chemin de fer Mendoza à Valparaiso mis en service
- 1910 : construction du port minéralier de San Antonio (Chili)
- 1910 : l'ingénieur américain William Bradley rencontre l'industriel Albert C. Burrage, qui a envoyé des ingénieurs à Chuquicamata
- 1911 : ils commencent à racheter les nombreuses mines concurrentes opérant sur le site
- 1912 : les réserves de Chuquicamata estimées à 690 millions de tonnes
- 1912 : Daniel Guggenheim et Simon Guggenheim rachètent 25 millions de dollars la part d'Albert C. Burrage dans Chuquicamata, créent Chilex
- 1913 : création de l'Andes Copper Mining par William Braden
- 1915 : la production de Chuquicamata démarre en mai
- 1916 : Anaconda Copper reprend l'Andes Copper Mining
- 1916 : Kennecott Utah Copper rail line rachète El Teniente à la Braden Copper
- 1918 : chute des cours du cuivre consécutive à la fin de la Première Guerre mondiale
- 1922 : l'Anaconda Copper rachète à la famille Guggenheim la mine de Chuquicamata
- 1922 : l’union des forces populaires au pouvoir, Arturo Alessandri créé une taxe de 12 % sur les bénéfices des sociétés minières
- 1924 : émission obligataire de l'Anaconda Copper pour relancer l'Andes Copper Mining
- 1924 : Coup d'État de 1924 (Chili)
- 1925 : la Société des mines de cuivre de Catemu devient filiale de la société franco-belge Compagnie minière du M'Zaïta
- 1925 : Arturo Alessandri quitte le pouvoir
- 1927 : le dictateur militaire Carlos Ibáñez del Campo suspend les élections, négocie avec William Braden pour les compagnies étrangères
- 1928 : l'Andes Copper Mining a triplé sa production en trois ans à 81 300 tonnes
- 1929 : Chuquicamata a produit 135 890 tonnes contre 50 400 tonnes en 1920 et 4 345 tonnes en 1915
- 1931 : l'Andes Copper Mining a divisé sa production en deux ans
- 1935 : création du "cartel du cuivre"
- 1945 : dramatique incendie, 355 ouvriers meurent asphyxiés à El Teniente
- 1955 : la loi chilienne créé un bureau du cuivre, transformé le 25 janvier 1966 en Copper Corporation of Chile (Codelco)
- 1958 : fermeture de la Mine de Potrerillos de l'Andes Copper Mining
- 1958 : création de la Mine d'El Savador de l'Andes Copper Mining
- 1960 : la Compagnie minière du M'Zaïta rachetée par la Société minière et métallurgique de Peñarroya
- 1966 : création de la Copper Corporation of Chile (Codelco)
- 1967 : « chilienisation des mines de cuivre » par le président Eduardo Frei Ruiz-Tagle, le gouvernement prend 51 % des actions d'El Teniente
- 1970 : Salvador Allende élu président, toutes les mines nationalisées
- 1973 : grève de 8000 à 9000 ouvriers et 4500 employés et cadres à El Teniente, pendant 74 jours, "marche sur Santiago"
- 1973 : Salvador Allende renversé, l'Anaconda Copper indemnisée
- 1981 : grève des mineurs à El Teniente
- 1988 : la construction de la mine de Minera Escondida a commencé
- novembre 1990 : première coulée de minerai traitée par Minera Escondida
- 2002 : Minera Escondida pèse 8 % de l'offre mondiale